# Jesper Tjäder
Jesper Tjäder (* 22. Mai 1994 in Östersund) ist ein schwedischer Freestyle-Skier. Er startet in den Disziplinen Slopestyle und Big Air.

## Werdegang
Tjäder nimmt seit 2011 an Wettbewerben der AFP World Tour teil. Dabei erreichte er im August 2012 mit dem zweiten Platz im Slopestyle bei den The North Face New Zealand Freeski Open in Snow Park seine erste Podestplatzierung. Sein Weltcupdebüt hatte er im Februar 2012 in Jyväskylä, welches er auf den achten Platz im Slopestyle beendete. Bei den Freestyle-Skiing-Weltmeisterschaften 2013 in Voss kam er auf den 54. Platz. In der Saison 2013/14 erreichte er den dritten Platz im Gesamtweltcup und den ersten Platz im Slopestyle-Weltcup. Dabei belegte er in Breckenridge und in Gstaad den zweiten Platz. Im März 2014 holte er in Silvaplana seinen ersten Weltcupsieg. Im selben Monat gewann er bei den European Freeski Open in Laax. Bei seiner ersten Olympiateilnahme 2014 in Sotschi errang er den 24. Platz. In der folgenden Saison kam er bei der SFR Freestyle Tour in Val Thorens, beim Total Fight in Grandvalira und bei den Red Bull PlayStreets in Bad Gastein auf den dritten Platz. Im Januar 2015 kam er bei den Winter-X-Games 2015 in Aspen auf den 11. Platz im Slopestyle und auf den fünften Rang im Big Air. In der Saison 2015/16 wurde er beim Toyota One Hit Wonder Big Air in Thredbo und im Slopestyle beim Total Fight in Grandvalira jeweils Zweiter. Bei den X-Games Oslo 2016 errang er den 16. Platz im Big Air. Im April 2016 wurde er schwedischer Meister im Slopestyle und im Big Air. In der folgenden Saison belegte er jeweils im Slopestyle  bei den Winter-X-Games 2017 den 12. Platz und bei den X-Games Norway 2017 in Hafjell den 14. Platz. Im Weltcup kam er fünfmal unter die ersten Zehn, darunter Platz zwei im Slopestyle in Font Romeu und erreichte damit den vierten Platz im Slopestyle-Weltcup. Bei den Freestyle-Skiing-Weltmeisterschaften 2017 in Sierra Nevada gelang ihm der 12. Platz im Slopestyle. Im folgenden Jahr belegte er bei den Olympischen Winterspielen in Pyeongchang den 23. Platz im Slopestyle. Bei den Winter-X-Games 2018 errang er den 12. Platz im Slopestyle und bei den X-Games Norway 2018 in Fornebu den 13. Platz im Big Air. Im März 2018 wurde er schwedischer Meister im Slopestyle.